# Zitierbarkeit
Zitierbarkeit ist eine von Herausgebern gestellte Anforderung an schriftliche Quellen, die in wissenschaftlichen Arbeiten zum Zitieren verwendet werden sollen. Zusammen mit der Zitierwürdigkeit unterstützt sie bei der Auswahl der Quellen für wissenschaftliche Arbeiten. Es gibt keine allgemein akzeptierten, universellen Kriterien darüber, was zitierbar oder zitierwürdig ist, noch eine allgemeine institutionelle oder persönliche Instanz, die damit befasst wäre, darüber zu befinden oder nachzudenken. Es handelt sich stets um im Rahmen einer konkreten Herausgeberschaft gemachte Konventionen zum Zwecke der Qualitätssicherung.

## Kriterien für Zitierbarkeit
Die Anforderungen, die an zitierbares Material gestellt werden, variieren von Fach zu Fach und von einem Publikationsort zum anderen. Generell gelten alle Quellen als zitierbar, die in irgendeiner Form veröffentlicht wurden. Zusätzlich sollten zitierbare Quellen dauerhaft nachprüfbar sein. Dieses Kriterium wird von jeder Sekundärliteratur erfüllt, die man üblicherweise in Bibliotheken findet (Veröffentlichungen wie Bücher oder Zeitschriften). Erfüllt wird es ferner von Archivmaterial, also auch unveröffentlichten Quellen. Dieses Material muss aber bereits erschlossen sein. Mündliche Auskünfte und Interviews sind demnach in der Regel nicht zitierbar, jedoch wird in wissenschaftlichen Texten manchmal in einer Paraphrase des Inhalts eine Information angeführt und mit ‚Persönliche Mitteilung N. N.‘ gekennzeichnet. Problematische Grenzfälle sind viele Arten elektronischer Publikationen (siehe unten).
Im Falle von wissenschaftlicher Literatur gilt daneben als ein weiteres wichtiges Kriterium für Zitierbarkeit, dass der oder die Autoren bzw. Autorinnen namentlich genannt werden, damit erkennbar ist, wer für den zitierten Inhalt als Verfasser verantwortlich zeichnet. (Dies ist der Hauptgrund, weshalb beispielsweise ein Wikipedia-Eintrag in wissenschaftlicher Hinsicht nur eingeschränkt zitierbar ist.)
In manchen Fächern (z. B. der Informatik) ist es durchaus verbreitet, auch in wissenschaftlichen Arbeiten gelegentlich Quellen zu zitieren, die im obigen Sinne nicht zitierbar sind, insbesondere Webseiten. Oft wird dann jedoch eine andere Zitierform gewählt, etwa eine Anmerkung anstelle des sonst üblichen Verweises in eine Literaturliste. Da manche Webseiten durchaus als stabil angenommen werden, sind die Übergänge jedoch fließend.
Bei der Quellenauswahl für wissenschaftliche Arbeiten soll zusätzlich auch die Zitierwürdigkeit der Quellen gewährleistet sein.

## Zitierbarkeit elektronischer Medien
Mit dem Aufkommen des Internets und dortiger Texte wird zunehmend die Frage diskutiert, ob Internetquellen zitierbar sind, was in der Regel verneint wird. Die Informationen auf Websites sind oft nicht mit Belegen versehen und sind zudem häufig keinem Verfasser zuzuordnen, sie können somit ihrerseits nicht als Referenz für eine wissenschaftliche Arbeit herangezogen werden (keine starke Zitierbarkeit). Ein weiteres Problem stellt dar, dass sich der Inhalt von Webseiten ständig verändern kann (keine schwache Zitierbarkeit). Allerdings finden sich in vielen wissenschaftlichen Arbeiten Quellen aus dem Internet wieder. Dies ist auch teilweise nicht zu umgehen, da gerade bei aktuellen Themenstellungen oft nur das Internet die notwendigen Informationen liefern kann und Standardliteratur oft (noch) nicht verfügbar ist. Wichtig ist dann, dass die Internetquellen richtig zitiert werden, um deren Herkunft belegen zu können. In der Regel werden Internetquellen wie folgt zitiert: Name der Seite bzw. Autor: http://www.yyy.de, Zugriff am Datum und Uhrzeit.
Anders wird das Problem der Zitierbarkeit bei wissenschaftlichen Angeboten oder Online-Fachzeitschriften diskutiert: Die in Online-Fachzeitschriften veröffentlichten Texte hätten im Prinzip auch in einer Fachzeitschrift gedruckt erscheinen können und werden von einem Fach-Autor verantwortet, weshalb sie als stark zitierbar gelten. Ob die langfristige Verfügbarkeit so gut gewährleistet ist wie bei Papierpublikationen, ist aber oft fraglich, so dass die schwache Zitierbarkeit dann unklar ist.
Die Probleme der Dauerhaftigkeit und Unveränderlichkeit können durch das Anfügen (Datenträger, Anlage, Sicherheitskopie) der Quelle gelöst werden. Die Richtigkeit und Originalität der Quelle ist dadurch jedoch noch nicht belegt.